# Bitectipora retepora
Bitectipora retepora is een mosdiertjessoort uit de familie van de Bitectiporidae. De wetenschappelijke naam van de soort is, als Hippoporina retepora, voor het eerst geldig gepubliceerd in 1989 door Gordon.